# Puls (Gyllene Tider)
Puls è il terzo album, registrato in studio, del gruppo pop-rock Gyllene Tider. È stato pubblicato in Svezia, nel 1982.

## Tracce
1. (Hon vill ha) Puls
2. Vän till en vän
3. Sommartider
4. Jag vänder mig om
5. Kustvägen söderut
6. Vandrar i ett sommarregn
7. Händerna
8. Flickan i en Cole Porter-sång
9. Upphetsad
10. Honung och guld
11. Som regn på en akvarell
12. För mycket är aldrig nog
13. Lova att du aldrig glömmer bort mig